# Equality Stamps
Equality Stamps va ser una campanya de Correos que pretenia lluitar contra el racisme, tot i que va causar controvèrsia perquè el seu objectiu semblava el contrari. La campanya va haver de ser eliminada per les crítiques.